# Navrški Vrh
Navrški Vrh – wieś w Słowenii, w gminie Ravne na Koroškem. W 2018 roku liczyła 82 mieszkańców.